# Канонеро, Милена
Миле́на Каноне́ро (итал. Milena Canonero, род. 1 января 1946, Турин, Италия) — итальянская художница по костюмам, лауреат премий «Оскар», BAFTA, «Давид ди Донателло».

## Биография
Милена Канонеро родилась в 1946 году в Турине, Италия. Она изучала искусство и историю моды в Генуе. Вскоре после этого она переехала в Англию, где начала работать в маленьких театрах и на производствах фильмов. При разработке костюмов для рекламы в Лондоне она познакомилась со многими режиссёрами.
Её первой крупной работой в качестве художника по костюмам стал фильм «Заводной апельсин», режиссёра Стенли Кубрика (1971). Она также работала с Кубриком в фильме «Барри Линдон» (1975), за который она получила свой первый «Оскар». Второй раз она получила статуэтку за фильм «Огненные колесницы» (1981), режиссёра Хью Хадсона.
Канонеро также разрабатывала костюмы для нескольких постановок режиссёра Отто Шенка, таких как «Il trittico» (Пуччини, Венская государственная опера, 1979), «Как вам это понравится» (Шекспир, Зальцбургский фестиваль, 1980), «Летучая мышь» (Штраус, Венская государственная опера, 1980), «Андре Шенье» (Джордано, Венская государственная опера, 1981) и «Арабелла» (Штраус, Метрополитен-опера, 1983). Для режиссёр Люка Бонди она создала костюмы для новой постановки «Тоска» Пуччини (Метрополитен-опера, 2009) и «Елена» Еврипида (Бургтеатр, 2010).
В 1986—1987 г. создавала костюмы для телесериала «Полиция Майами».
В 2001 году Милена Канонеро была удостоена премии за достижения в карьере от Гильдии художников по костюмам. Свой третий «Оскар» Канонеро получила за дизайн костюмов к биографической драме «Мария-Антуанетта» (2006) и четвёртый — за костюмы в картине «Отель „Гранд Будапешт“» (2014).

### Личная жизнь
Замужем за актёром Маршаллом Беллом.

## Фильмография
| Фильмы     | Фильмы                     | Фильмы                             | Фильмы |
| Год        | На русском языке           | На языке оригинала                 | Награды и номинации                                                                                       |
| ---------- | -------------------------- | ---------------------------------- | --- |
| 1971       | Заводной апельсин          | A Clockwork Orange                 | |
| 1975       | Барри Линдон               | Barry Lyndon                       | Премия «Оскар» за лучший дизайн костюмов Номинация на премию BAFTA за лучший дизайн костюмов              |
| 1977       | Исчезновение               | The Disappearance                  | |
| 1978       | Полуночный экспресс        | Midnight Express                   | |
| 1980       | Сияние                     | The Shining                        | |
| 1981       | Огненные колесницы         | Chariots of Fire                   | Премия «Оскар» за лучший дизайн костюмов Премия BAFTA за лучший дизайн костюмов                           |
| 1983       | Голод                      | The Hunger                         | |
| 1984       | Передай привет Брод-стрит  | Give My Regards to Broad Street    | |
| 1984       | Клуб «Коттон»              | The Cotton Club                    | Премия BAFTA за лучший дизайн костюмов                                                                    |
| 1985       | Из Африки                  | Out of Africa                      | Номинация на премию «Оскар» за лучший дизайн костюмов Номинация на премию BAFTA за лучший дизайн костюмов |
| 1987       | Пьянь                      | Barfly                             | |
| 1988       | Такер: Человек и его мечта | Tucker: The Man and His Dream      | Номинация на премию «Оскар» за лучший дизайн костюмов                                                     |
| 1990       | Холостяк                   | The Bachelor                       | Номинация на премию «Давид ди Донателло» за лучший дизайн костюмов                                        |
| 1990       | Дик Трейси                 | Dick Tracy                         | Номинация на премию «Оскар» за лучший дизайн костюмов Номинация на премию BAFTA за лучший дизайн костюмов |
| 1990       | Крёстный отец 3            | The Godfather Part III             | |
| 1992       | Одинокая белая женщина     | Single White Female                | |
| 1992       | Ущерб                      | Damage                             | |
| 1994       | Только ты                  | Only You                           | |
| 1994       | Любовная история           | Love Affair                        | |
| 1994       | Камилла                    | Camilla                            | |
| 1994       | Смерть и девушка           | Death and the Maiden               | |
| 1998       | Булворт                    | Bulworth                           | |
| 1999       | Титус                      | Titus                              | Номинация на премию «Оскар» за лучший дизайн костюмов                                                     |
| 2001       | История с ожерельем        | The Affair of the Necklace         | Номинация на премию «Оскар» за лучший дизайн костюмов                                                     |
| 2002       | Солярис                    | Solaris                            | |
| 2004       | Эрос                       | Eros                               | |
| 2004       | Водная жизнь Стива Зиссу   | The Life Aquatic with Steve Zissou | |
| 2004       | Двенадцать друзей Оушена   | Ocean’s Twelve                     | |
| 2006       | Мария-Антуанетта           | Marie Antoinette                   | Премия «Оскар» за лучший дизайн костюмов Номинация на премию BAFTA за лучший дизайн костюмов              |
| 2006       | Всё ещё красавица          | Belle toujours                     | |
| 2007       | Поезд на Дарджилинг        | The Darjeeling Limited             | |
| 2007       | Вице-король                | I Vicerè                           | Премия «Давид ди Донателло» за лучший дизайн костюмов                                                     |
| 2009, 2013 | The Met: Live in HD        | Metropolitan Opera Live in HD      | |
| 2010       | Человек-волк               | The Wolfman                        | |
| 2012       | Резня                      | Carnage                            | |
| 2014       | Отель «Гранд Будапешт»     | The Grand Budapest Hotel           | Премия «Оскар» за лучший дизайн костюмов Премия BAFTA за лучший дизайн костюмов                           |
| 2016       | Париж подождёт             | Paris Can Wait                     | |
| 2018       | Братья Систерс             | The Sisters Brothers               | |